# Яр Бочковатий
Яр Бочковатий — балка (річка) в Україні у Казанківському районі Миколаївської області. Права притока річки Боковеньки (басейн Дніпра).

## Опис
Довжина балки приблизно 7,42 км, найкоротша відстань між витоком і гирлом — 6,50 км, коефіцієнт звивистості річки — 1,14. Формується декількома струмками та загатами. На деяких ділянках балка пересихає.

## Розташування
Бере початок на південно-західній околиці села Неудачне. Тече переважно на північний схід і на північно-західній околиці села Малофедорівка впадає в річку Боковеньку, праву притоку річки Бокової.
Населені пункти вздовж берегової смуг: Каширівка, Слобідка.

## Цікаві факти
- У XIX столітті на балці існувало декілька вітряних млинів[1].